# Европско првенство у атлетици у дворани 1975 — скок увис за мушкарце
Такмичење у скоку увис у мушкој конкуренцији на 6. Европском првенству у атлетици у дворани 1975. године одржано је 8. марта. у Спортско-забавној дворани Сподек у Катовицама, (Пољска).
Титулу европског првака освојену на Европском првенству у дворани 1974. у Гетеборгу није бранио Кестутис Шапка из Совјетског Савеза.

## Земље учеснице
Учествовала су 18 атлетичара из 15 земаља.
1. Белгија (1)
2. Бугарска (1)
3. Чехословачка (2)
4. Финска (1)
5. Француска (1)
6. Грчка (1)
7. Источна Немачка (1)
8. Италија (1)
9. Мађарска (2)
10. Норвешка (1)
11. Пољска (1)
12. Совјетски Савез (2)
13. Шведска (1)
14. Шпанија (1)
15. Турска (1)

## Рекорди
| Рекорди пре почетка Европског првенства у дворани 1975.     | Рекорди пре почетка Европског првенства у дворани 1975. | Рекорди пре почетка Европског првенства у дворани 1975. | Рекорди пре почетка Европског првенства у дворани 1975. | Рекорди пре почетка Европског првенства у дворани 1975. | Рекорди пре почетка Европског првенства у дворани 1975. |
| ----------------------------------------------------------- | ------------------------------------------------------- | ------------------------------------------------------- | ------------------------------------------------------- | ------------------------------------------------------- | ------------------------------------------------------- |
| Светски рекорд                                              | Двајт Стоунс                                            | САД                                                     | 2,28                                                    | Њујорк, САД                                             | 21. фебруар 1975.                                       |
| Европски рекорд у дворани                                   | Валериј Брумељ                                          | Совјетски Савез                                         | 2,25                                                    | Лењинград, СССР                                         | 26. јануар 1961.                                        |
| Рекорди европских првенстава у дворани                      | Иштван Мајор                                            | Мађарска                                                | 2,24                                                    | Гренобл, Француска                                      | 11. март 1972.                                          |
| Рекорди после завршеног Европског првенства у дворани 1975. |                                                         |                                                         |                                                         |                                                         |                                                         |
| Нових рекорда није било.                                    |                                                         |                                                         |                                                         |                                                         |                                                         |

## Освајачи медаља
|                            |                        |                    |
| Владимир Мали Чехословачка | Ендре Келемен Мађарска | Руне Алмен Шведска |

## Резултати

### Финале
| Пласман | Атлетичар            | Земља           | Резултат | Белешка |
| ------- | -------------------- | --------------- | -------- | ------- |
|         | Владимир Мали        | Чехословачка    | 2,21     |         |
|         | Ендре Келемен        | Мађарска        | 2,19     |         |
|         | Руне Алмен           | Шведска         | 2,19     |         |
| 4.      | Александар Григорјев | Совјетски Савез | 2,19     |         |
| 5.      | Пол Poaniéwa         | Француска       | 2,19     |         |
| 6.      | Ролф Бајлшмит        | Источна Немачка | 2,19     |         |
| 7.      | Ђордано Ферари       | Италија         | 2,16     |         |
| 8.      | Иштван Мајор         | Мађарска        | 2,16     |         |
| 9.      | Хари Сандел          | Финска          | 2,16     |         |
| 10.     | Валериј Абрамов      | Совјетски Савез | 2,16     |         |
| 11.     | Јацек Вшола          | Пољска          | 2,16     |         |
| 12.     | Димитриос Патронис   | Грчка           | 2,13     |         |
| 13.     | Rumen Yotsov         | Бугарска        | 2,13     |         |
| 14.     | Пер Кристијан Вик    | Норвешка        | 2,13     |         |
| 15.     | Јиржи Палковски      | Чехословачка    | 2,10     |         |
| 16.     | Гудтаво Маркета      | Шпанија         | 2,10     |         |
| 17.     | Пол де Претер        | Белгија         | 2,10     |         |
| 18.     | Екрем Оздамар        | Турска          | 2,05     |         |

## Укупни биланс медаља у скоку увис за мушкарце после 6. Европског првенства у дворани 1970—1975.
|    | Земља           |   |   |   |    |
| -- | --------------- | - | - | - | -- |
| 1. | Мађарска        | 3 | 2 | 1 | 6  |
| 2. | Совјетски Савез | 2 | 2 | 1 | 5  |
| 3. | Чехословачка    | 1 | 1 | 1 | 3  |
| 4. | Источна Немачка | 0 | 1 | 0 | 1  |
| 5. | Грчка           | 0 | 0 | 1 | 1  |
| 5. | Румунија        | 0 | 0 | 1 | 1  |
| 5. | Шведска         | 0 | 0 | 1 | 1  |
|    | Укупно {7}      | 6 | 6 | 6 | 18 |

|    | Атлетичар      | Земља           |   |   |   |   |
| 1. | Иштван Мајор   | Мађарска        | 3 | 1 | 0 | 4 |
| 2. | Кестутис Шапка | Совјетски Савез | 1 | 1 | 0 | 2 |
| 3. | Владимир Мали  | Чехословачка    | 1 | 0 | 1 | 2 |
| 4. | Ендре Келемен  | Мађарска        | 0 | 1 | 1 | 2 |
| 5. | Јири Тармак    | Совјетски Савез | 0 | 1 | 1 | 2 |
| -- | -------------- | --------------- | - | - | - | - |